# Hedonisme
L'hedonisme és un corrent filosòfic i ètic que veu en el plaer una font de felicitat, un sentit de la pròpia existència i un criteri moral. El terme està derivat del mot en grec antic ἡδονή (hēdonḗ), que significa 'plaer', 'goig', 'desig'.
Els primers texts que en parlen són els fragments Epicur i Aristip de Cirene. Els seus opositors són els ascetes, que veuen el bé en el refús del plaer. Des de l'inici de la filosofia coneguda fins avui, la discussió entre ambdós camps continua.
Hom creu que l'hedonisme, sense ser cap doctrina anarquista, considera els preceptes ètics com a simplement regles empíriques que tenen com a finalitat defensar-se dels sentiments de disgust i així restar completament receptiu a les alegries de la vida.
Epicur, potser a diferència d'Aristip, defensava com a estil de vida hedonista la pràctica dels plaers del ventre.

## Laἡδονήo el plaer
El plaer és un terme que no té una definició clara. Hi ha autors que pensen que hi ha una sèrie d'experiències que donen universalment plaer i d'altres que creuen que és totalment personal. Els primers citen la satisfacció dels desigs dels instints (per això, el sexe donaria plaer) o l'aprovació de la comunitat. Els segons afirmen que tot depèn del sistema de valors de la persona: hi ha gent que extreu plaer del que d'altres consideren dolor, mentre que no poden gaudir de determinats actes perquè la consciència els fa sentir remordiments, per exemple. Per a Joan Fuster, l'absència de dolor és el principi mestre: «l'autèntic símbol de l'hedonisme és l'aspirina». Diu Epicur:
| « | Per això diem que el plaer és el principi i el fi de la vida feliç, perquè l'hem reconegut com a bé primer i connatural, a partir del qual iniciem tota elecció o rebuig, i ens hi referim jutjant els béns segons la norma del plaer i del dolor. I ja que aquest és el bé primer i connatural, per aquest motiu no escollim tots els plaers, sinó que de vegades renunciem a molts, quan se’n segueix una incomoditat més gran. I molts dolors els considerem preferibles als plaers, si ens donen un plaer encara més gran quan més temps hàgim suportat el dolor. Tot plaer per la seva pròpia naturalesa és un bé, però no tots s'han d'escollir. De la mateixa manera, tot dolor és un mal, però no pas tots s'han d'evitar sempre. Cal jutjar totes aquestes coses amb una justa mesura en vista dels guanys i dels perjudicis, ja que de vegades ens servim del bé com d'un mal i, a l'inrevés, del mal com d'un bé. L'autosuficiència, la considerem un gran bé, no perquè sempre ens hàgim de conformar amb poques coses, sinó a fi que, si no en posseïm gaires, el poc ens sigui suficient. Perquè estem convençuts que de l'abundor en gaudeixen més dolçament aquells que menys la necessiten, i que tot el que la naturalesa demana és fàcil d'obtenir, i difícil allò que és va. Els aliments senzills proporcionen el mateix plaer que un àpat exquisit, quan satisfan plenament el dolor de la fam; i el pa i l'aigua produeixen el més gran plaer quan se’n nodreix qui en té necessitat. Estar acostumat a una alimentació senzilla i sòbria és saludable, i ens ajuda a ser emprenedors en les ocupacions de la vida. I si algun cop participem d'una vida més luxosa, ens trobem en més bona disposició i més valents davant l'atzar. | » |

## Corrents i crítica
L'hedonisme ha estat ben valorat pels epicureistes, a partir del segle xvi pel moviment llibertí, David Hume o del segle xix per Friedrich Nietzsche, Michel Onfray, Bertrand Russell, Joan Fuster i molts d'altres.
Les principals religions prediquen l'ascetisme, tot i la mortificació necessària, per a fer-se independents de les passions corporals per tal de poder dedicar-se als déus. Consideren el goig com una afecció primitiva de la persona, considerada com a esclava dels seus desitjos en comptes de cercar la felicitat per la via espiritual. Associen el plaer a satisfaccions simples. Aquesta connotació negativa perviu en l'actualitat, quan es retreu a hedonistes, especialment joves, el fet de tenir una moral de viure només pel plaer immediat. Tot i això, Epicur, el primer hedonista del qual es tenen escrits, va explícitament refusar aquesta opció, preconitzava un hedonisme humanista. Considera com a acceptable el dolor, o els sofriments, quan és temporal o necessari per a aconseguir una felicitat superior, a condició que aquesta felicitat sigui dins del món i en un termini raonable abans la mort, i aconsella: «Acostuma't a pensar que la mort no és res per a nosaltres, ja que tot el bé i el mal resideixen en les sensacions, i precisament la mort és la privació de la sensació. Per tant, el fet de conèixer correctament que la mort no és res per a nosaltres ens fa satisfactòria la mortalitat de la vida: no perquè hi afegeixi un temps infinit, sinó perquè ens lliura de l'enyorança desmesurada d'immortalitat.» Cal aprofitar les passions, però no ser-ne esclau. També refusa la interpretació egoista o d'explotació sense reserva, com que la felicitat seva depèn igualment de la felicitat dels altres.
Els corrents ascètics classifiquen qualitativament el plaer, de manera que els més espirituals en serien els més purs i els que proporcionen l'autèntica felicitat. (John Stuart Mill n'és un ferm defensor), mentre que aquells relacionats amb el cos serien a la base de la piràmide. Però els crítics els retreuen que oblidin el caràcter de l'ésser humà, que cerca el plaer igual que altres espècies que tampoc tenen vida d'ultratomba.